# Universal Genève

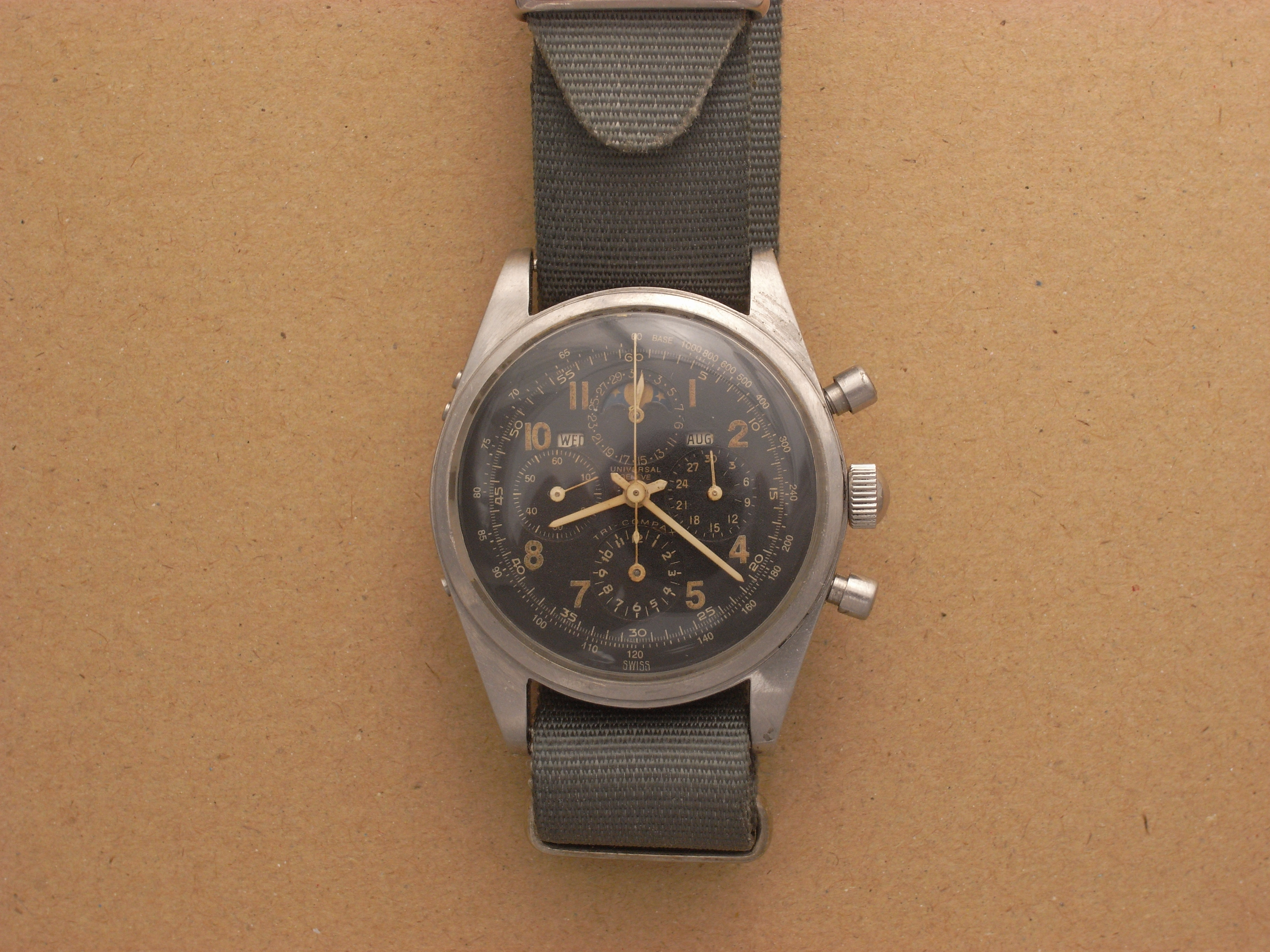
Horloge van Universal Genève.

Universal Genève is een Zwitsers horlogemerk.
In het jaar 1894 werd in Le Locle, Zwitserland de horlogefabriek "Descombes & Perret" opgericht door Numa Emile Descombes (1863-1897) and Ulysse Georges Perret (1868-1933). Zij registreerden het horlogemerk "Universal". In 1918 is de fabriek verhuisd naar Genève, waarna in 1937 de naam van het bedrijf werd gewijzigd in "Universal Genève". Het horlogemerk werd ook herdoopt in Universal Genève.